# Râul Besòs
Râul Besòs este un râu spaniol din Catalonia.